# Ene Mihkelson

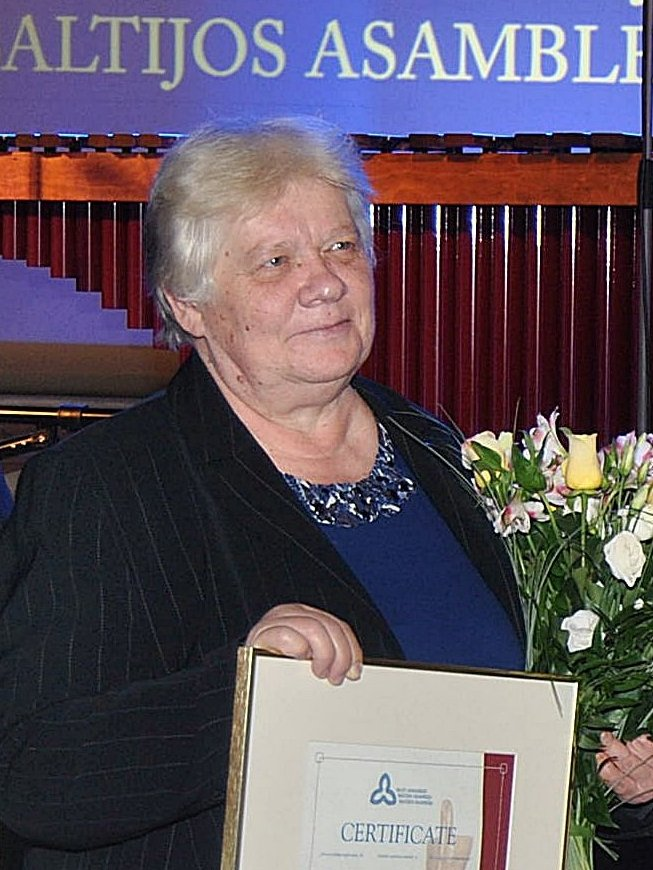
Ene Mihkelson (2010)

Ene Mihkelson (* 21. Oktober 1944 in Tammeküla, Gemeinde Imavere, Kreis Järva, Estnische SSR; † 20. September 2017 in Tartu) war eine estnische Schriftstellerin.

## Leben
Als Fünfjährige verlor Ene Mihkelson ihre Eltern, die sich 1949 als Partisanen in die estnischen Wälder zurückzogen und gegen die sowjetische Besetzung Estlands kämpften. Ihr Vater kam dabei ums Leben. Ene Mihkelson lebte während der Grundschulzeit bei einer Tante und machte später in einer Internatsschule Abitur.
Ene Mihkelson studierte von 1963 bis 1968 estnische Philologie an der Universität Tartu. Nach ihrem Abschluss war sie ein Jahr als Lehrerin tätig und danach bis 1979 im Estnischen Literaturmuseum in Tartu angestellt. Seit 1979 lebte sie als freiberufliche Schriftstellerin in Tartu.
Ihre erste Gedichtsammlung veröffentlichte sie 1978; danach legte sie abwechselnd Lyrik- und Prosawerke vor. Außerdem war sie als Kritikerin aktiv. Ihre Romane, die Gegenwart und Vergangenheit miteinander verbinden, beschäftigen sich hauptsächlich mit der Geschichte der Esten in der zweiten Hälfte des 20. Jahrhunderts, wobei eigene Erlebnisse mit eingeflochten wurden. Wegen ihrer Form der Verarbeitung traumatischer Kindheits- und Jugenderlebnisse wurde Mihkelson wiederholt mit Christa Wolf verglichen.

## Preise
- 1976 Jahrespreis der Literaturzeitschrift Looming
- 1983 Jahrespreis der Literaturzeitschrift Looming
- 1991 Jahrespreis des estnischen Schriftstellerverbandes
- 1994 Juhan Liiv-Preis
- 1999 Juhan Liiv-Preis
- 2001 Literaturpreis des Estnischen Kulturkapitals
- 2002 Valgetähe IV klassi teenetemärk (estnischer Orden)
- 2006 Herder-Preis
- 2007 Jahrespreis des Estnischen Kulturkapitals
- 2008 A. H. Tammsaare-Literaturpreis der Gemeinde Albu
- 2010 Literaturpreis der Baltischen Versammlung
- 2011 Gustav-Suits-Stipendium
- 2013 Ehrenbürgerin der Stadt Tartu

## Werke

### Gedichtbände
- Selle talve laused („Die Sätze dieses Winters“), Eesti Raamat, Tallinn, 1978
- Ring ja nelinurk („Kreis und Viereck“), Eesti Raamat, 1979
- Algolekud („Urzustände“), Eesti Raamat, 1980
- Tuhased tiivad („Aschenflügel“), Eesti Raamat, 1982
- Igiliikuja („Perpetuum mobile“), Eesti Raamat, 1985
- Tulek on su saatus („Die Ankunft ist dein Schicksal“), Eesti Raamat, 1987
- Elujoonis („Lebenszeichnung“), Eesti Raamat, 1989
- Võimalus õunast loobuda („Die Möglichkeit auf einen Apfel zu verzichten“), Eesti Raamat, 1990
- Hüüdja hääl. Luuletusi 1988–1991 („Die Stimme des Rufenden“), Eesti Raamat, 1993
- Pidevus neelab üht nuga („Die Beständigkeit verschluckt ein Messer“), Tuum, Tallinn, 1997
- Kaalud ei kõnele: valitud luuletusi 1967–97 („Die Waage redet nicht“), Tuum, 2000
- Uroboros (Tuum, 2004)
- Torn („Der Turm“, Varrak, 2010)
- Kõik redelid on tagurpidi. Valik luuletusi 1976–2010 („Alle Leitern sind umgekehrt“, Eesti Keele Sihtasutus, 2016)

### Prosa
- Matsi põhi („Bauerngrund“), Eesti Raamat, 1983
- Kuju keset väljakut („Eine Statue mitten auf dem Platz“), Eesti Raamat, 1983
- Korter („Die Wohnung“), Eesti Raamat, 1985
- Nime vaev („Die Bürde des Namens“), Ilmamaa, Tartu, 1994
- Surma sünnipäev. Novelle ja laaste („Geburtstag des Todes“), Tuum, 1996
- Ahasveeruse uni („Der Schlaf Ahasvers“), Tuum, 2001
- Katkuhaud („Das Pestgrab“), Varrak, Tallinn, 2007